# Karen Kopins
Karen Kopins Shaw (* 10. Oktober 1958 in Ridgefield, Connecticut) ist eine US-amerikanische Schauspielerin und Model.

## Leben
Nach ihrem Abschluss am Marymount College zog Kopins nach Kalifornien, um eine Schauspielkarriere zu beginnen. Im gleichen Jahr wurde sie Miss Connecticut, einer weiteren Veranstaltung neben Miss Ridgefield. Außerdem ist sie in Werbespots zu sehen und gilt als Aufklärerin der Lyme-Krankheit.
1990 heiratete Kopins Marc Shaw, mit dem sie vier Kinder hat. Die Familie lebt in Redding (Connecticut).

## Filmografie
Filme
- 1985: Fast Forward – Sie kannten nur ein Ziel
- 1985: HeartBeat
- 1985: Creator – Der Professor und die Sünde
- 1985: Einmal beißen bitte
- 1988: Der gnadenlose Jäger
- 1989: Die Wilde von Beverly Hills
- 1990: Drei Frauen für Archie

Fernsehen
- 1983: Ein Colt für alle Fälle
- 1984: Trio mit vier Fäusten
- 1984: Knight Rider
- 1985: Unglaubliche Geschichten
- 1986: Das A-Team
- 1988: Full House
- 1990: Mann muss nicht sein